# チップスとディップ

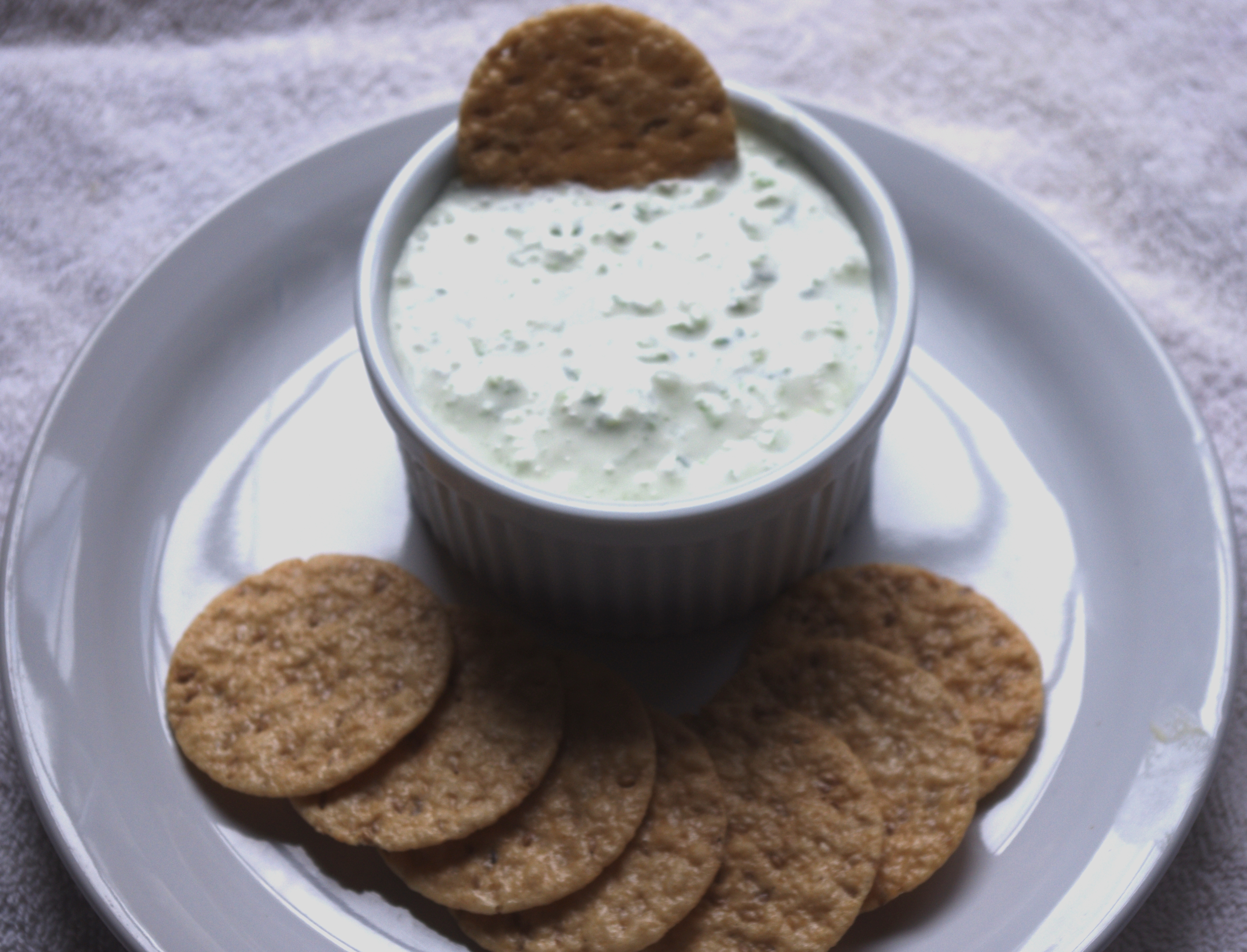
ベネディクティン・スプレッドとセサミクラッカー。

チップスとディップ（英: chips and dip）は食品の組み合わせの一種。チップスにはポテトチップス、トルティーヤ・チップス、コーンチップス、ビーンチップス、野菜チップス、ピタチップス、プランテンチップスなどが含まれる。クラッカーやクルディテ（生野菜）も該当する場合がある。ディップソースもチップスの種類に応じてさまざまなものが用いられる。パーティー料理、アペタイザー、軽食として食べられる。
米国では1950年代にこの食べ方が広く一般化した。それにはリプトン社がフレンチ・オニオン・ディップ（カリフォルニア・ディップとも）のレシピを広告キャンペーンに用いたことが寄与していた。チップスとディップを同時に盛ることができる専用のトレイや皿もこのころ作られた。近年ではアメリカンフットボールのスーパーボウルを観戦する間に食べる食品として人気がある。毎年3月23日は「全米チップス・アンド・ディップ・デー」とされている。

## 歴史
今日のポテトチップスに類似したレシピとして知られている限りもっとも古いのは、ウィリアム・キッチナーによる1817年の書籍で、英国と米国のベストセラーとなった The Cook's Oracle である。同書の1822年版に掲載された「薄切りにするか薄く剥いて揚げたジャガイモ」のレシピには大きなジャガイモの皮を剥いてから … レモンの皮を剥くように、ぐるぐる回しながら薄く削いでいく。清潔な布で包んで水気をよく取り、ラードか肉汁に入れて揚げるとある。

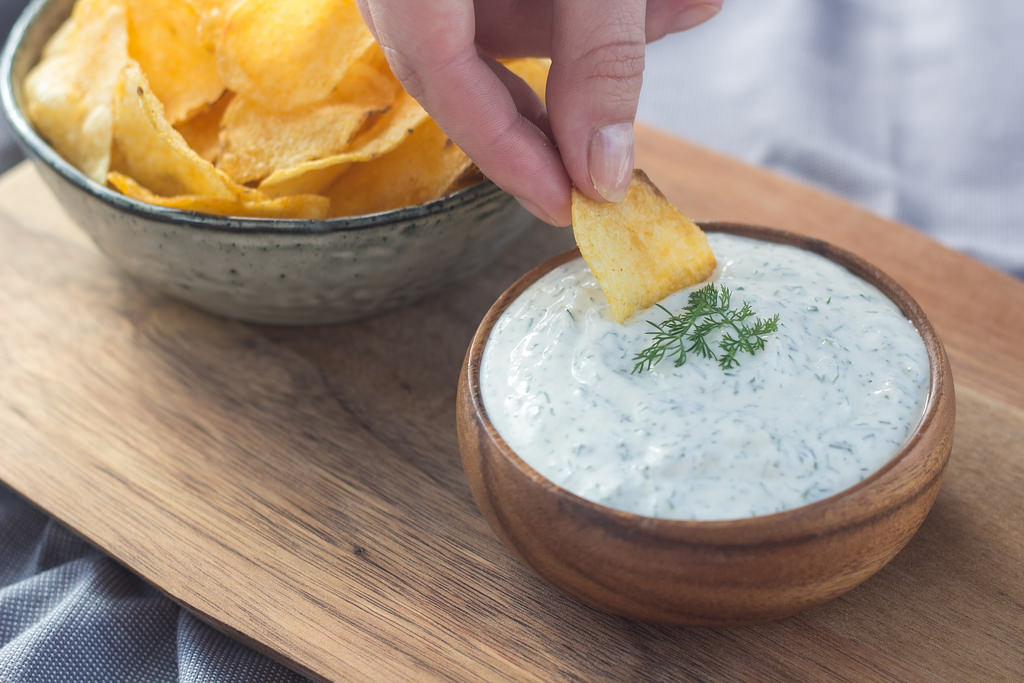
ポテトチップスとディップ。

米国においては、1954年ごろを皮切りに1950年代の間にチップスとディップの人気が急速に高まった。その要因には、郊外化の進展にともなってもてなしの様式が変化したことや、リプトン社がテレビやスーパーマーケットの店頭ディスプレイ広告で展開した広告キャンペーンがある。キャンペーンではオニオンスープの粉末ミックスをサワークリームかクリームチーズと混ぜてディップを作り、ポテトチップスやクルディテに添えることが勧められていた。このディップはカリフォルニア・ディップと呼ばれるようになった。リプトンのキャンペーンが大きな成功を収めたことで、同様のディップ製品が次々に開発されるようになった。この時期にはまた、複数のチップスを盛り付けられるチップスとディップ用の大皿が登場した。また、パンの器やくりぬいた果物にディップを盛るような提供方式が考案された。
ポテトチップスを食べる習慣は米国人の85%が持っている。チップスとディップは米国で毎年開催されるスーパーボウルの観戦中に食べる食品として特に人気があり、試合の時期には食料品店の売り上げも増加する。

## コーンチップス類
サルサをトルティーヤ・チップスもしくはコーンチップスに添えるのは、米国で1980年代後半から人気が高まった一般的な食べ方である。それらのコーンチップス類はワカモレやビーンディップと合わせることも多い。セブンレイヤーディップとトルティーヤ・チップスの組み合わせもある。チリコンケソは溶かしチーズと唐辛子から作るディップで、トルティーヤ・チップスと組み合わせた料理であるナチョスはテクス・メクス料理店でアペタイザーもしくはサイドディッシュとして食べられる。

トルティーヤ・チップスとディップ
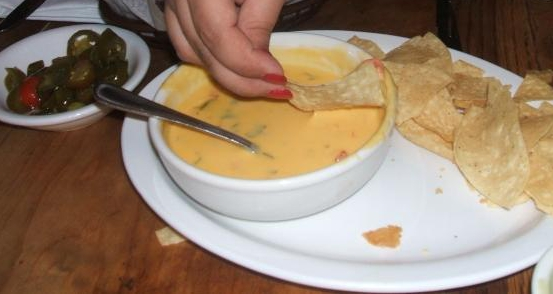
テクス・メクス料理店でアペタイザーとされるチリコンケソとトルティーヤ・チップスの組み合わせ。
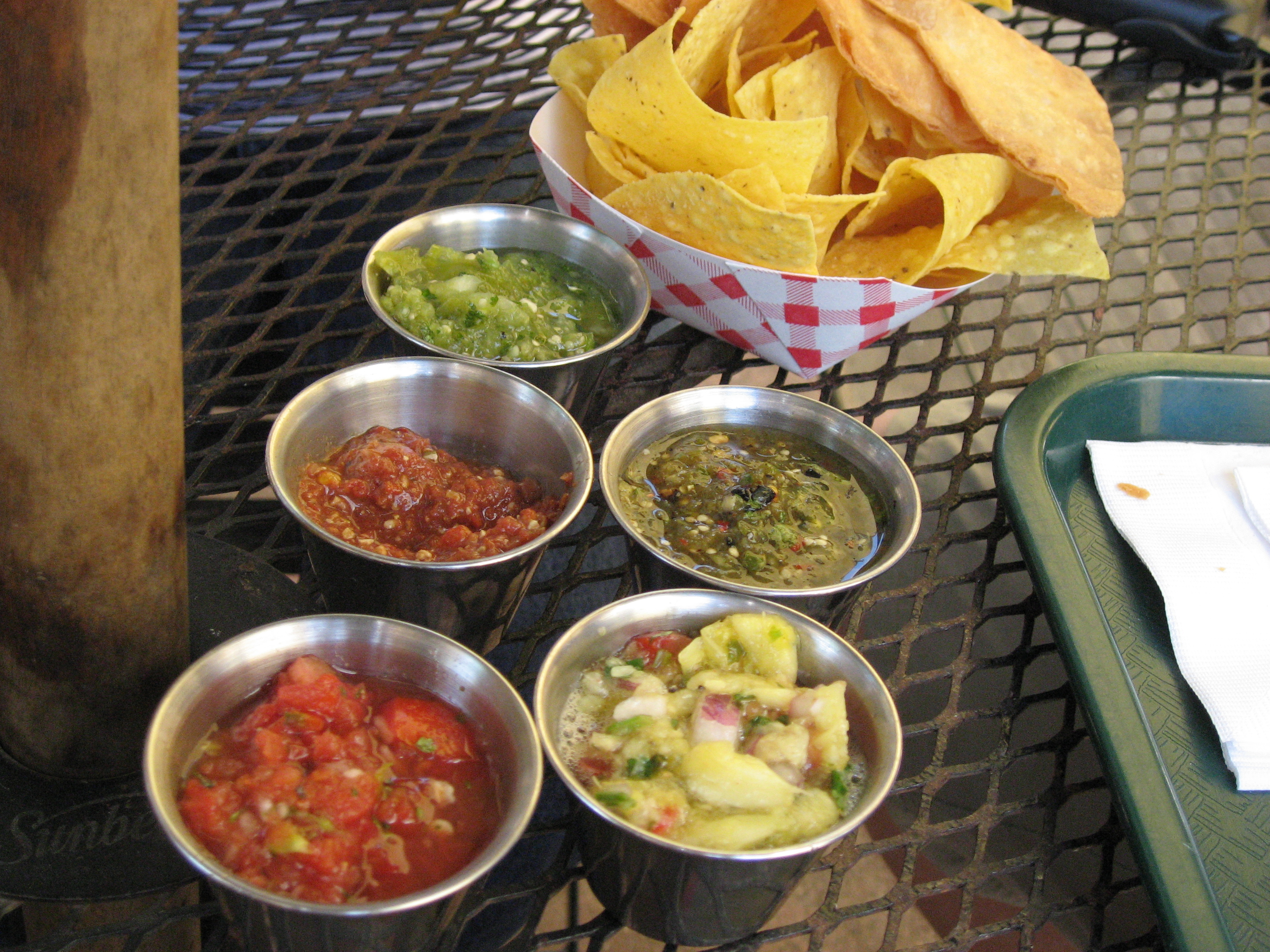
トルティーヤ・チップスと数種のサルサ。
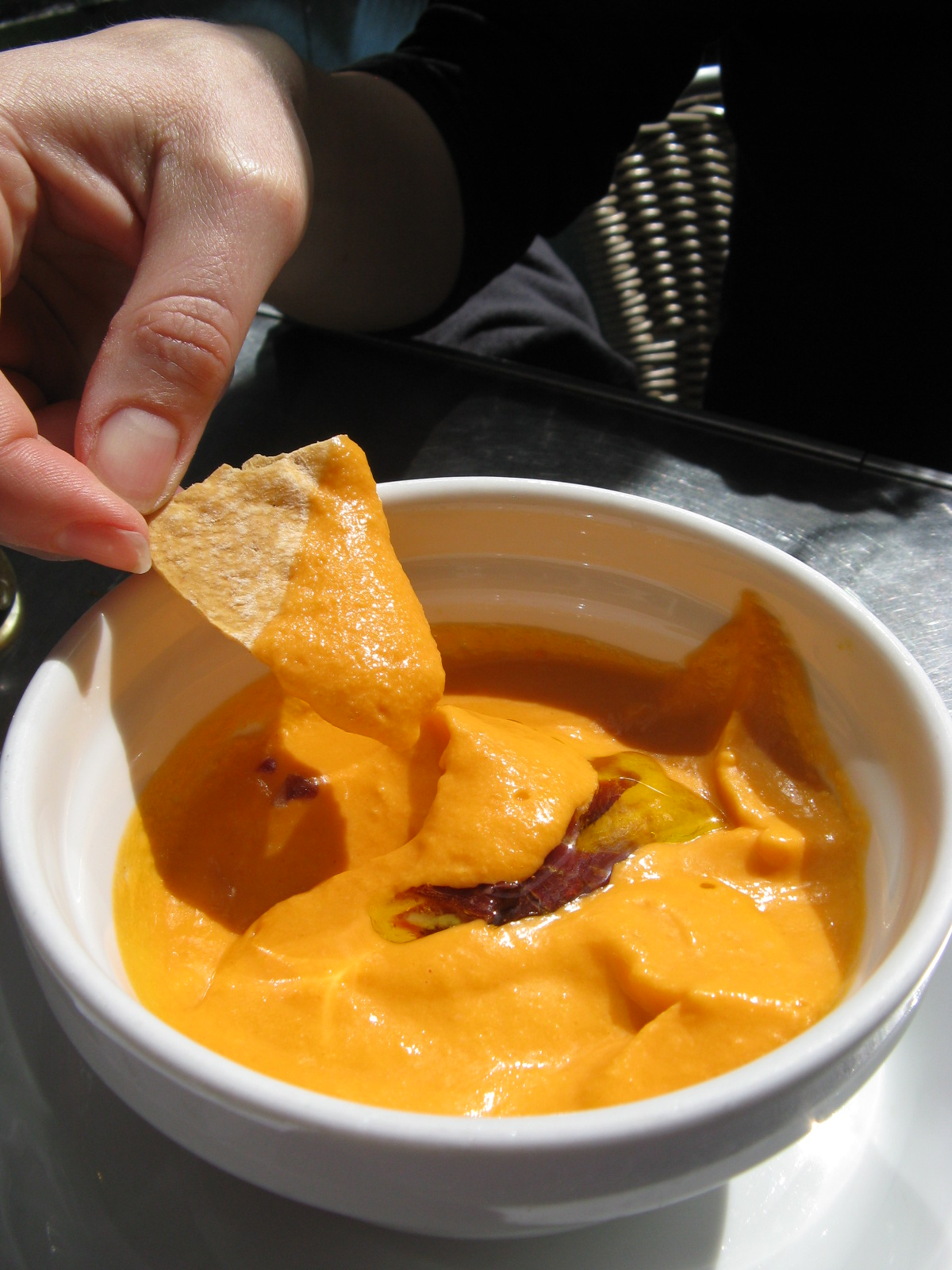
トマトとパンが主体のピュレであるサルモレッホと、トルティーヤ・チップス。
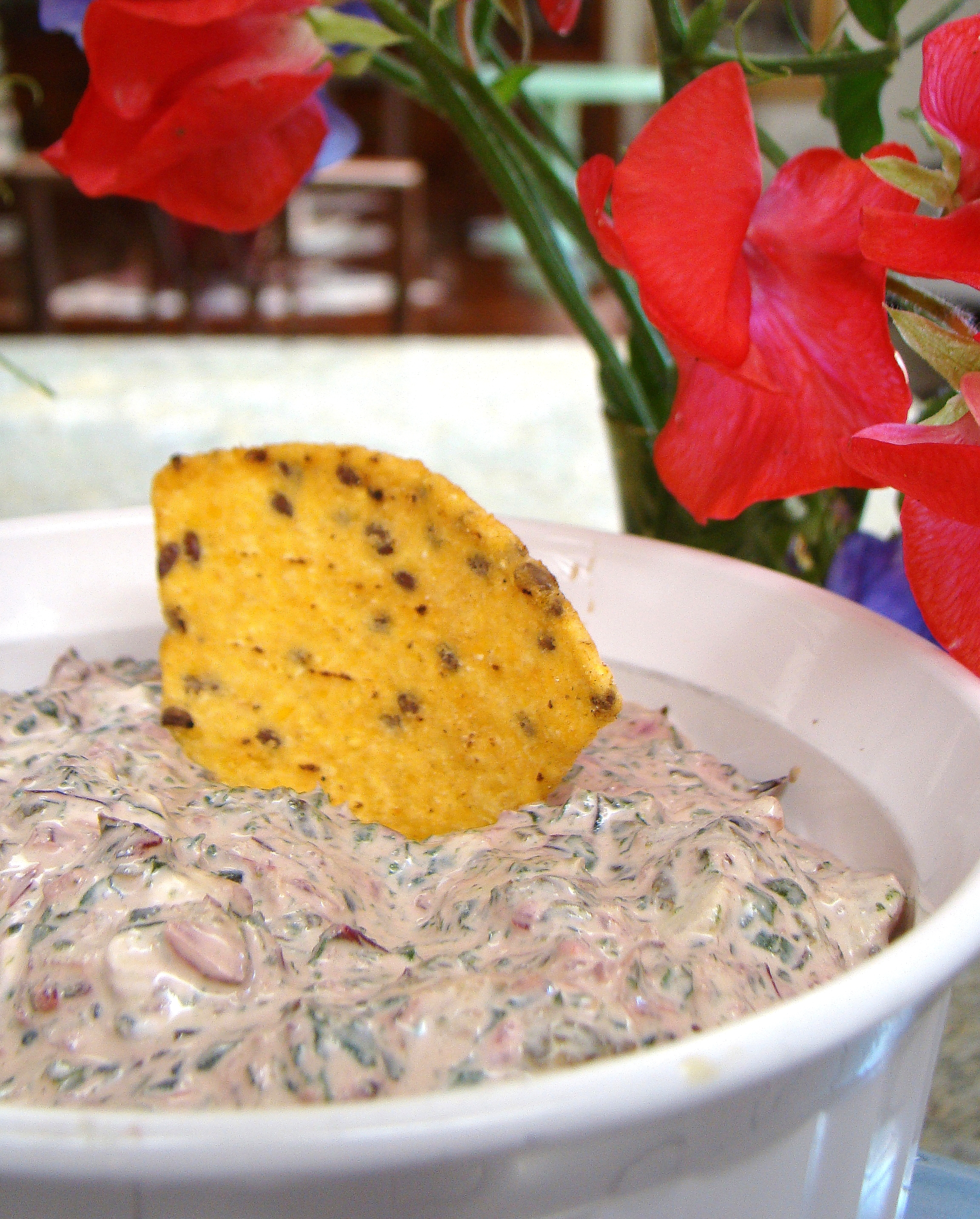
フダンソウのディップと亜麻仁入りトルティーヤ・チップス。
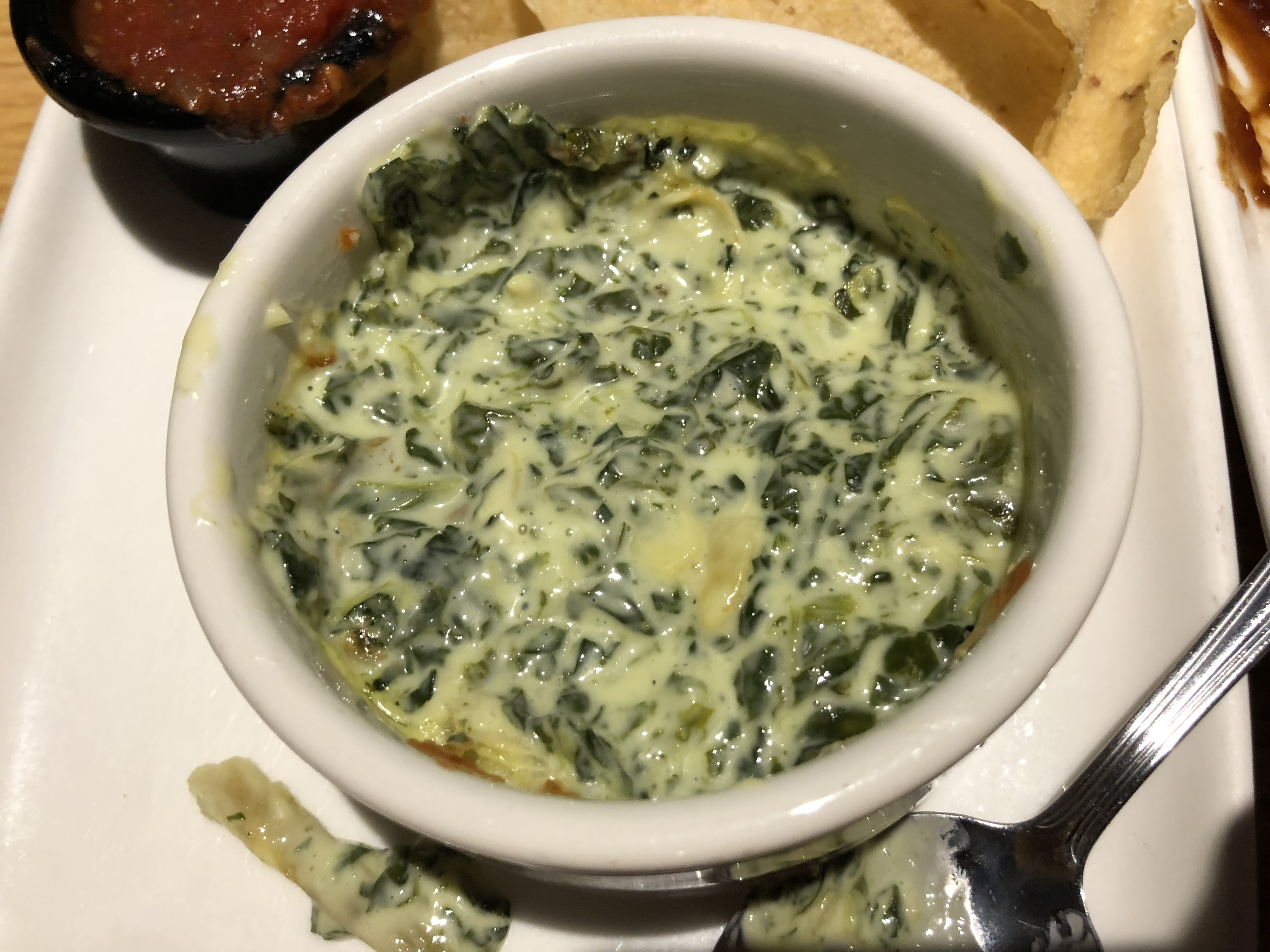
ホウレンソウとアーティチョークのディップ。

## 二度漬け

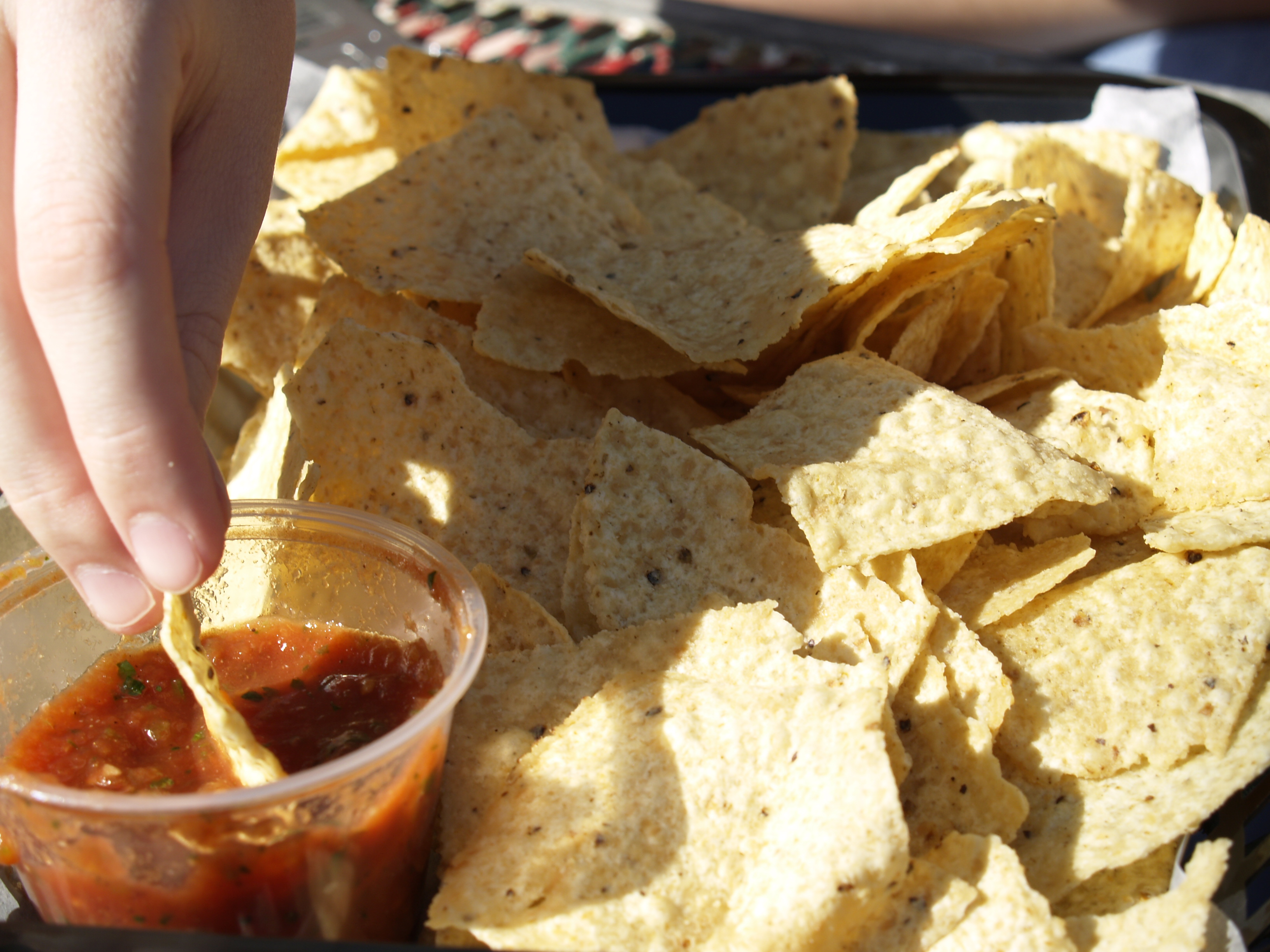
チップスとサルサ。

二度漬け（英: double-dipping）とは、かじった後のチップスをもう一度ディップに漬けることをいう。米国においては、二度漬けは許されないと考える人もいれば、気にかけない人もいる。二度漬けを行うと実行者の口内細菌がディップを介して別の人の口に移るという通念がある。英語の "double dipping" という表現は遅くとも20世紀半ばには存在していたが、一般化したきっかけは、1993年に放映されたテレビドラマ『となりのサイフェルド』のエピソード "The Implant"であった。
2013年3月、トルティーヤ・チップスとディップの米国ブランドであるトスティートスは、広告会社ケッチャム・コミュニケーションズに依頼して、米国人1000人を対象に二度漬けに関するアンケート調査を行った。回答では男性の46%、女性の32%がパーティーにおいて二度漬けを行っていた。ほかの人が二度漬けしているのを見たらディップを食べるのをやめると回答したのは対象者の54%、気にしないと回答したのは22%だった。また25%は二度漬けを行った人物に抗議すると述べた。
クレムソン大学食品科学・人間栄養学部で行われた研究によると、二度漬けを3回から6回行うことでおよそ1万個の細菌が実行者の口からディップ容器に移る。これは、ディップを一口食べるごとに、口から口へと50個から100個の細菌を受け渡すのに相当する。ミシガン州立大学エクステンションは二度漬けを控えるよう勧めており、個々人のディップ容器を用意する、チップスを一口で食べられる大きさにするなどの対策を提案している。ディップのpHも細菌の増殖に影響があり、酸性度が高いほど長期的な細菌数は抑えられる。
テレビ番組『怪しい伝説』は2009年の放映回において、二度漬けによって移動する細菌数の検証を行った。そこでは、確かに移動は行われるものの、もともと存在する微生物と比べて顕著な量ではないとされた。

## 全米チップス・アンド・ディップ・デー
3月23日は俗に「全米チップス・アンド・ディップ・デー」とされており、フリトレーのようなチップスメーカーによってキャンペーンが行われることがある。

## 大衆文化において
二度漬けはテレビドラマ『となりのサインフェルド』のエピソード "The Implant" においてプロットポイントとして用いられた。作中では、主要な登場人物の一人ジョージ・コスタンザがチップスの二度漬けを注意してきた人物ともみ合いになる。『怪しい伝説』はこのエピソードに触発されて2009年に二度漬けを取り上げた。